# Oquawka
Oquawka är administrativ huvudort i Henderson County i Illinois. Enligt 2020 års folkräkning hade Oquawka 1 134 invånare.